# Place Dalida
Place Dalida är ett torg på Montmartre i Quartier des Grandes-Carrières i Paris 18:e arrondissement. Place Dalida är uppkallad efter den franska sångerskan och skådespelerskan Dalida (1933–1987), som bodde vid den närbelägna Rue d'Orchampt. På torget finns en bronsbyst föreställande Dalida, utförd av Aslan.

## Omgivningar
- Sacré-Cœur
- Saint-Pierre de Montmartre
- Château des Brouillards
- Cimetière Saint-Vincent
- Square Suzanne-Buisson
- Square Joël-Le Tac
- Rue Girardon
- Impasse Girardon

## Bilder
| - Bronsbyst föreställande Dalida. - Dalida. |

## Kommunikationer
- Tunnelbana – linje  – Lamarck – Caulaincourt
- Busshållplats Abreuvoir – Girardon – Paris bussnät, linje 40

### Webbkällor
- ”Place Dalida”. Mairie de Paris. http://www.v2asp.paris.fr/commun/v2asp/v2/nomenclature_voies/Voieactu/2512.nom.htm. Läst 3 mars 2021.
- ”Place Dalida”. Les rues de Paris. https://www.parisrues.com/rues18/paris-18-place-dalida.html. Läst 3 mars 2021.